# Ratna Asmara
Ratna Asmara (1914 – dopo il 1981) è stata un'attrice e regista indonesiana.
Inizialmente attiva nel teatro, nel 1940 recitò nel film sentimentale Kartinah, diretto dal suo primo marito Andjar.
Dopo essere apparsa in diversi altri lungometraggi, debuttò dietro la macchina da presa nel 1950, realizzando Sedap Malam, divenendo la prima regista donna nella storia indonesiana. Sebbene il suo lavoro fosse stato generalmente ignorato, in seguito le sue colleghe seppero guadagnarsi un grande successo di critica.

## Filmografia

### Attrice
- Kartinah, regia di Andjar Asmara (1940)
- Ratna Moetoe Manikam, regia di Sutan Usman Karim (1941)
- Noesa Penida, regia di Andjar Asmara (1941)
- Djaoeh Dimata, regia di Andjar Asmara (1948)
- Dr Samsi, regia di Ratna Asmara (1952)

### Regista
- Sedap Malam (1950)
- Musim Bunga di Selabintana (1951)
- Dr Samsi (1952)
- Nelajan (1953) - anche produttrice e sceneggiatrice
- Dewi dan Pemilihan Umum (1954)